# Marianne van Ginhoven
Marianne van Ginhoven (1946) is een voormalig Nederlands softballer.
Van Ginhoven, een werper, kwam eerst uit voor het eerste damesteam van UVV uit (Utrecht). Ze maakte in 1970 de overstap naar HHC, het latere Sparks te Haarlem. In 1974 ging ze over naar EDO uit Haarlem. Ze was tevens international van het Nederlands damessoftbalteam van 1968 tot 1978. Ze was een van de eerste werpers binnen de sport die de Amerikaanse werpstijlen introduceerde.